# Live (album Możdżer, Danielsson, Fresco)
Live – album koncertowy tria jazzowego: Leszek Możdżer - Lars Danielsson - Zohar Fresco. Wydawnictwo ukazało się 26 listopada 2007 roku nakładem wytwórni muzycznej Outside Music.
Na płycie CD znalazł się występ grupy nagrany 29 listopada 2006 roku w warszawskim Centrum Artystycznym Fabryka Trzciny. Natomiast na płycie DVD znalazły się dwa występy tria, pierwszy (utwory 1-9) z nich został zarejestrowany 24 listopada 2006 w Wytwórni Filmów Fabularnych we Wrocławiu, z kolei drugi (utwory 10-16) 15 grudnia 2005 roku w Polskiej Filharmonii Bałtyckiej im. Fryderyka Chopina w Gdańsku.
Nagrania dotarły do 35. miejsca polskiej listy przebojów - OLiS i uzyskały certyfikat dwukrotnie platynowej płyty DVD.

## Lista utworów
Opracowano na podstawie materiału źródłowego.
| CD 1. „Light Up the Lie” 2. „Ex Ego” 3. „The O” 4. „Abraham’s Bells” 5. „Suffering” 6. „Eden” 7. „Svantetic” 8. „Sortorello” 9. „Smells Like Teen Spirit” |  | DVD 1. „Requiem 18/09” 2. „Light Up the Lie” 3. „Ex Ego” 4. „The O” 5. „Abraham’s Bells” 6. „Suffering” 7. „Eden” 8. „Pub 700 (Between Us and the Light)” 9. „So What” 10. „Icognitor” 11. „Sortorello” 12. „Asta” 13. „Easy Money” 14. „The Time” 15. „Svantetic” 16. „Smells Like Teen Spirit” |